# Pastovce
Pastovce – wieś (obec) na Słowacji położona w kraju nitrzańskim, w powiecie Levice. Pierwsze wzmianki o miejscowości pochodzą z roku 1135. 
Według danych z dnia 31 grudnia 2012, wieś zamieszkiwało 517 osób, w tym 258 kobiet i 259 mężczyzn.
W 2001 roku rozkład populacji względem narodowości i przynależności etnicznej wyglądał następująco:
- Słowacy – 24,24%
- Czesi – 1,96%
- Polacy – 0,18%
- Węgrzy – 73,62%

Ze względu na wyznawaną religię struktura mieszkańców kształtowała się w 2001 roku następująco:
- Katolicy rzymscy – 54,37%
- Grekokatolicy – 0,18%
- Ewangelicy – 0,36%
- Ateiści – 6,06%
- Nie podano – 1,43%